# سيسلرية رقيقة الأوراق
سيسلرية رقيقة الأوراق (الاسم العلمي:Sesleria tenuifolia) هي نوع من النباتات تتبع جنس السيسلرية من الفصيلة النجيلية.